# Rajongemeinde Lazdijai

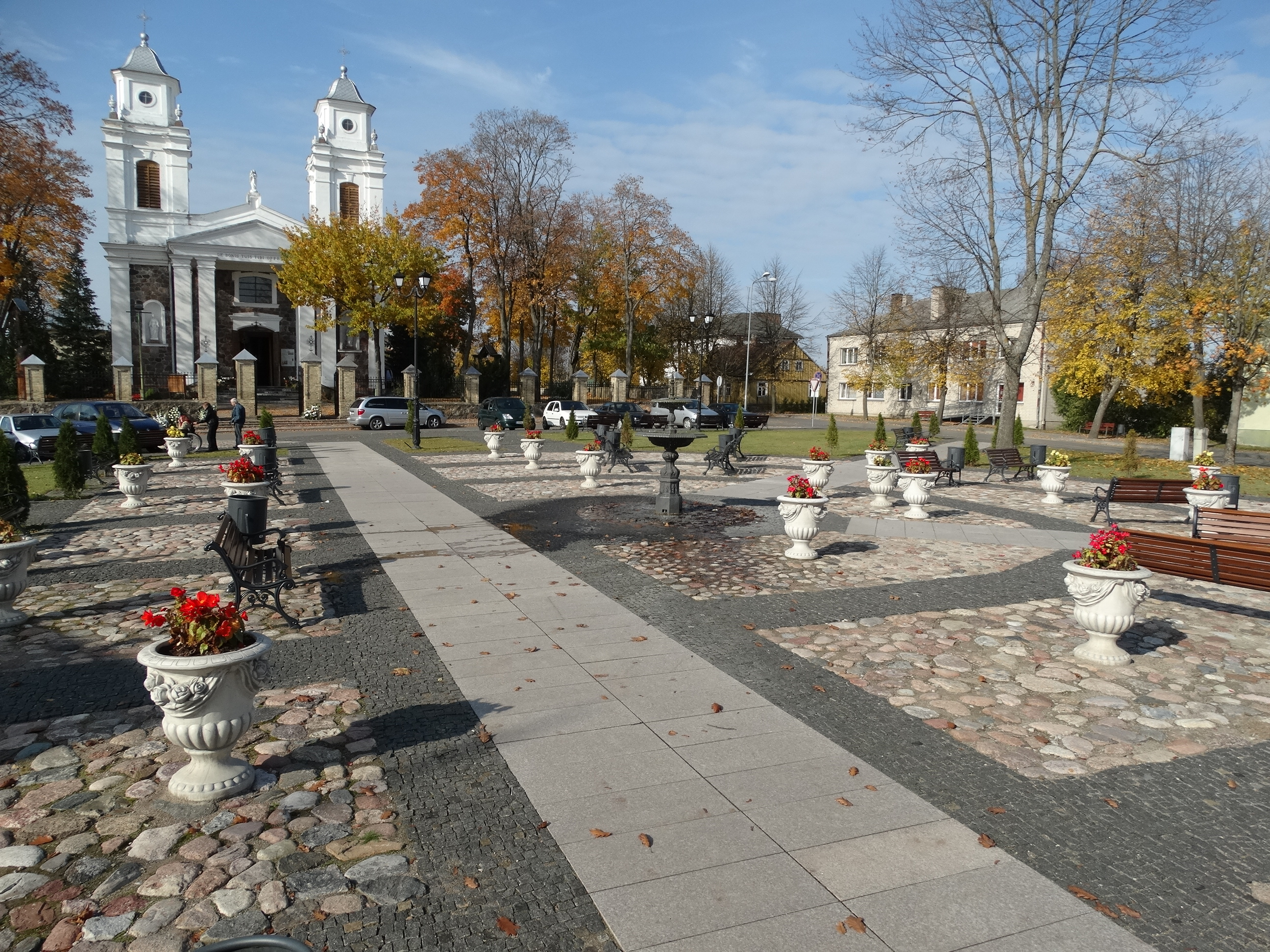
Zentrum von Lazdijai

Die Rajongemeinde Lazdijai ist eine Rajongemeinde im Bezirk Alytus in der historischen Region Dzūkija im südlichen Litauen. Der Ort Lazdijai bildet innerhalb der Gemeinde einen eigenen städtischen Amtsbezirk (miesto seniūnija).
Die Gemeinde besitzt eine Fläche von 1309,39 km² und hat 18.247 Einwohner (2014: 21.251). Das Stadtgebiet umfasst 4,18 km².

## Orte
Die Rajongemeinde Lazdijai umfasst
- zwei Städte (miestai):
  - Lazdijai – 3.895 (Stand: 2023)
  - Veisiejai – 1762
- sechs Städtchen (miesteliai):
  - Kapčiamiestis – 691
  - Krosna – 401
  - Rudamina
  - Seirijai – 933
  - Šeštokai – 755
  - Šventežeris
- und 350 Dörfer (kaimai), unter anderem:
  - Kailiniai – 505
  - Lazdijų kaimas (Lazdijai Dorf) – 493
  - Teizai – 341
  - Verstaminai – 310
  - Liškiava – 35

## Amtsbezirke

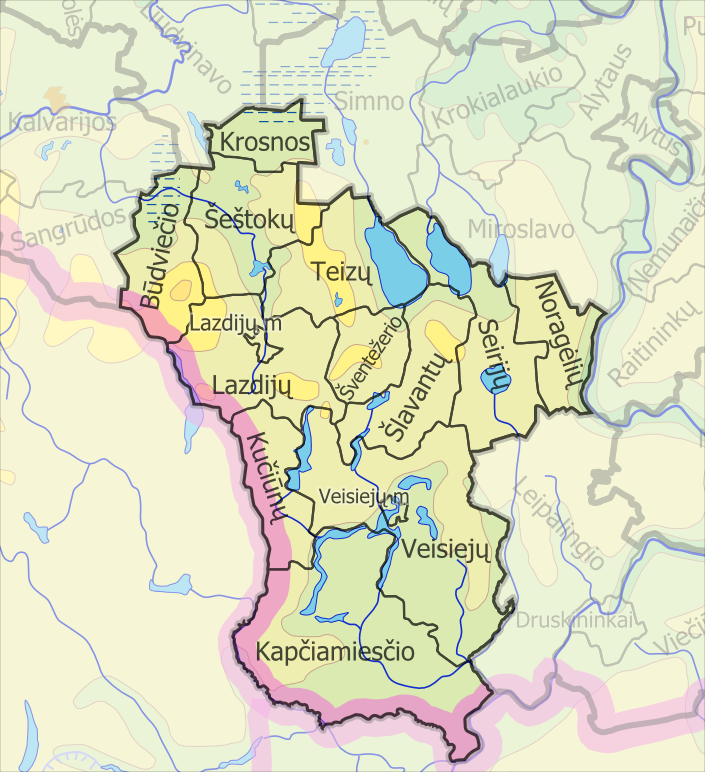
Seniūnijos der Rajongemeinde Lazdijai

- Būdviečio seniūnija (Amtssitz Aštrioji Kirsna)
- Kapčiamiestis
- Krosna
- Kučiūnai
- Lazdijai Land
- Lazdijai Stadt
- Noragėliai
- Seirijai
- Šeštokai
- Šlavantų seniūnija (Amtssitz Avižieniai)
- Šventežeris
- Teizai
- Veisiejai Land
- Veisiejai Stadt

## Bürgermeister
- 1995–1997: Romas Leščinskas
- 1997–2000, 2007–2019: Artūras Margelis
- 2000–2003: Jonas Matulevičius
- 2003–2007: Romas Apanavičius
- seit 2019: Ausma Miškinienė

## Personen
- Vytautas Mizaras (* 1974 in Babrai), Jurist, Rechtsanwalt, Professor an der Universität Vilnius, Urheberrechtler